# Caserne Vercingétorix
La caserne Vercingétorix est située une ancienne caserne dans la commune française de Riom,  avenue Virlogeux, dans le département du Puy-de-Dôme. Ancien abattoir public, le bâtiment  fut agrandi et transformé en caserne au milieu du XIXe. Il abrita ensuite la manufacture des tabacs de la ville avant de revenir à un usage militaire jusqu'en 1910. Il  connut ensuite plusieurs usages. Désaffectée, la caserne est inscrite aux Monuments historiques.

## Histoire
Un abattoir public a été construit par le fils de l'architecte Claude-François-Marie Attiret, Michel Louis Attiret de Manevil, en 1833. Il a été transformé en caserne en 1858. Les corps de bâtiments sont disposés autour du cour rectangulaire de 1 500 m2. Le rez-de-chaussée a aménagé en écurie. Une porte monumentale a été construite à l'entrée en y plaçant les armes du régiment de hussards.  Libérée par ces troupes de cavalerie en 1868, elle fut alors reprise cette même année par la manufacture des tabacs de Riom, nouvellement créée qui s'y installa. Elle y restera jusqu'à la création de ses propres bâtiments en 1883. 
La caserne a été ensuite reprise par l'armée en 1889 pour y installer un régiment d'infanterie. Elle a été déclarée insalubre et désaffectée en 1910.
Au début des années 1920, la compagnie de signaux et d'entreprises électriques y installa sa production de câbles.
En 2014, Riom Communauté a lancé un appel d'offres de maîtrise d'œuvre pour la réhabilitation et l'extension de l'ancienne caserne Vercingétorix en médiathèque et école de musique mais celui-ci a été annulé.
L'ensemble des bâtiments représentant une surface de 2 000 m2 doit être réaménagé en logements, commerces et bureaux en 2022,.

## Protection
La caserne a été inscrite au titre des monuments historiques le 7 novembre 2000.